# 资福寺 (株洲市)
资福寺坐落在中华人民共和国湖南省株洲市天元区，是一座汉传佛教禅宗寺院。

## 沿革
明朝（1368年–1644年），资福寺建立，分作两进院落群，从南至北依次是槽门、前院、正殿、后院、观音堂。
中华民国七年（1918年），资福寺的部分建筑因北伐战争而损毁。
中华人民共和国建立后，资福寺的僧尼搬出寺院，佛像遭到拆除，寺院建筑用作株洲市镜花厂和居民住房。1998年，天元区龙门寺改建“资福寺”。

## 文化
《湖南县志》记载，南宋四大名将之一的淮北宣抚判官刘锜曾经在资福寺夜宿，留有诗文：“迅扫妖氛六合清，匣中宝剑气犹横，夜观星斗鬼神泣，昼会风云龙虎惊。重整山河归北地，两扶圣主到南京，山僧不识英雄汉，只管滔滔问姓名。”